# 红至日2：幸存者
《红至日2：幸存者》，是由Ironward Games开发、505游戏发行即时战术游戏。它于2021年6月17日发布，對應Microsoft Windows平台。它是2015年游戏《紅色至日》的後續版本遊戲。

## 外部連結
- 官方网站